# 小斯塔里察

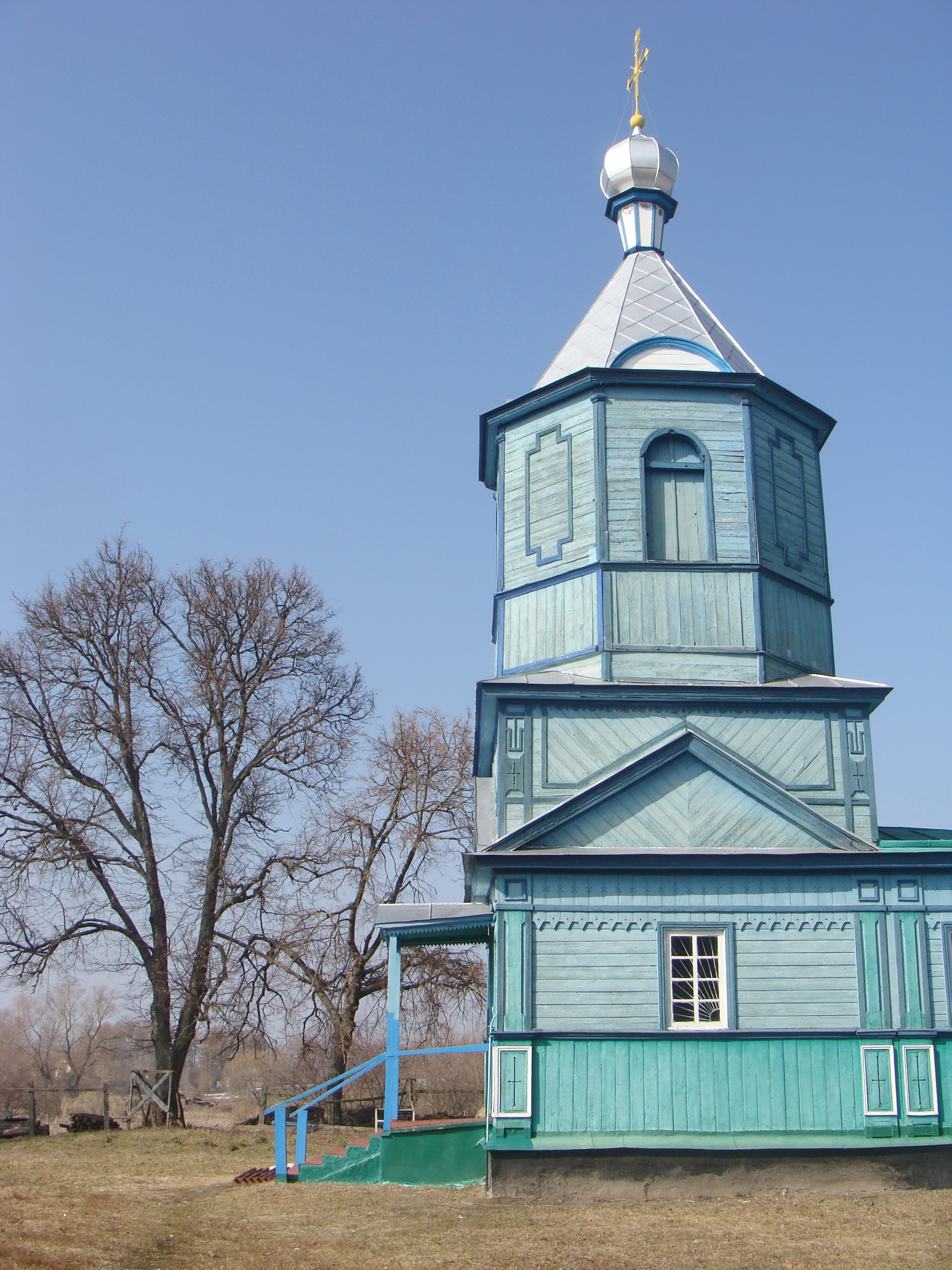
教堂

50°25′7″N 31°9′53″E / 50.41861°N 31.16472°E
小斯塔里察（烏克蘭語：Мала Стариця）是位於烏克蘭北部的村莊，由基辅州鲍里斯皮尔区的鲍里斯皮尔市镇負責管轄。該村距離鮑里斯皮爾11公里，始建於1711年，2001年人口210。